# Euthima araujoi
Euthima araujoi är en skalbaggsart som beskrevs av Martins 1979. Euthima araujoi ingår i släktet Euthima och familjen långhorningar. Inga underarter finns listade i Catalogue of Life.